# ARD
ARD (acronimo di Arbeitsgemeinschaft der öffentlich-rechtlichen Rundfunkanstalten der Bundesrepublik Deutschland, Consorzio delle emittenti di radiodiffusione pubblica della Repubblica Federale Tedesca o Federazione delle Radiotelevisioni tedesche) è il principale gruppo radiotelevisivo pubblico in Germania.
Fanno parte del gruppo Das Erste (il primo canale nazionale), nove canali regionali, il bouquet ARD Digital, le emittenti radiofoniche pubbliche, il canale per l'estero Deutsche Welle, oltre ad alcune altre emittenti pubbliche.
Il sistema televisivo pubblico tedesco vede inoltre un secondo canale, a carattere nazionale: la ZDF (Zweites Deutsches Fernsehen).

## Storia

### Dopoguerra

L'area di ricezione della televisione della Germania Occidentale Das Erste nella Germania Orientale è indicata in grigio; i principali trasmettitori sono segnati in rosso; mentre le zone in cui non si riceveva il segnale occidentale sono nere

L'autorità di occupazione alleata stabilì che, dopo la seconda guerra mondiale, la radio tedesca dovesse perdere i caratteri della Großdeutscher Rundfunk nazista. Perciò la struttura federale, l'indipendenza dallo stato e l'indipendenza economica avrebbero dovuto essere i cardini degli enti radiotelevisivi pubblici (öffentlich-rechtliche Rundfunk- und Fernsehanstalten). Giuridicamente essi erano degli enti di diritto pubblico (Anstalt des öffentlichen Rechts), enti non governativi e senza scopo di lucro sottoposti al controllo di due commissioni, il Rundfunkrat ("Consiglio radiofonico", responsabile dei contenuti dei programmi) e il Verwaltungsrat ("Consiglio amministrativo", responsabile per la gestione e le infrastrutture), in cui erano rappresentate le diverse componenti della società tedesca.
I membri fondatori dell'ARD furono la Nordwestdeutscher Rundfunk (NWDR), la stazione radio della zona d'occupazione britannica, la Südwestfunk (SWF), la radio della zona d'occupazione francese, e le quattro stazioni radio della zona d'occupazione americana, ovvero la Bayerischer Rundfunk (BR) in Baviera, la Süddeutscher Rundfunk (SDR) nel Württemberg, la Hessischer Rundfunk (HR) in Assia e Radio Bremen (RB) a Brema. Il nuovo ente era finanziato con il canone obbligatorio. Ogni stazione riceveva il gettito del canone del suo territorio, tuttavia i membri più ricchi aiutavano quelli più piccoli entro una certa misura.
I principi imposti dagli Alleati furono riaffermati nelle leggi radiotelevisive dei singoli Länder, nelle sentenze della Corte costituzionale federale (Bundesverfassungsgericht) e dai trattati fra i Länder. Di conseguenza, le emittenti membri dell'ARD sono almeno teoricamente libere da influenze governative e ricevono solo una piccola quota delle proprie entrate dalla pubblicità (nel 1995 era il 10%).
Durante gli anni cinquanta le radio della ARD furono il principale mass-medium della Germania Occidentale. Nel 1952 le emittenti della ARD avevano dieci milioni di ascoltatori. Tuttavia queste emittenti operavano a livello regionale. L'organizzazione di un servizio televisivo nazionale fu l'obiettivo dell'ARD già dalla sua fondazione e fu raggiunto nel 1952. Nello stesso anno l'ARD fu ammessa a pieno titolo nell'Unione europea di radiodiffusione.
Nel 1955 la Nordwestdeutscher Rundfunk si divise nelle attuali Norddeutscher Rundfunk e Westdeutscher Rundfunk, mentre l'anno precedente la piccola SFB era stata soppressa. Il telegiornale (Tagesschau) andava in onda da Amburgo.

### 1960-1989
La televisione divenne davvero diffusa in Germania durante gli anni sessanta e nel 1967 fu introdotta la televisione a colori. Non c'era la concorrenza delle emittenti private, eccetto la francofona Europe 1 e la multilingue RTL (Radio-Television Luxembourg). La ZDF (Zweites Deutsches Fernsehen, "Seconda televisione tedesca"), il secondo canale televisivo pubblico, a struttura centralizzata, iniziò a trasmettere nel 1963, ma l'ARD non ebbe concorrenti privati fino al 1984.
Quando furono autorizzate le emittenti private in Germania, alla metà degli anni ottanta, la ARD modificò la programmazione, trasmettendo programmi per il grande pubblico sui canali nazionali e spostando i programmi culturali e di informazione sui canali locali e di nicchia.

### Dopo la riunificazione tedesca
Dopo la riunificazione tedesca e la chiusura della Deutscher Fernsehfunk, nella Germania orientale furono fondate due nuove emittenti regionali, che divennero membri dell'ARD nel 1992: la Mitteldeutscher Rundfunk (MDR, "Radio della Germania centrale") e la Ostdeutscher Rundfunk Brandenburg (ORB, "Radio della Germania orientale Brandeburgo"). Mentre la NDR si espandeva a nordest per coprire il Meclemburgo-Pomerania Anteriore. L'ORB si è poi fusa con la stazione radio di Berlino Ovest, Sender Freies Berlin (SFB, "Radio Berlino Libera") per costituire la Rundfunk Berlin-Brandenburg (RBB, "Radio Berlino-Brandeburgo").
Un'altra fusione avvenne nel 1998, quando la Süddeutscher Rundfunk (SDR, "Radio della Germania meridionale") e la Südwestfunk (SWF, "Radio Sudovest") diedero vita alla Südwestrundfunk (SWR, "Radio del Sudovest") nel 1998.

## Canali televisivi e collaborazioni
- Das Erste (o Erstes Deutsches Fernsehen) - canale di intrattenimento
- Tagesschau24 - canale all-news
- One - canale semigeneralista dedicato a film, serie, documentari, reportage e sport
- Phoenix - canale di avvenimenti, comune ad ARD e ZDF
- FUNK - canale della gioventù, comune ad ARD e ZDF
- KiKA o Kinderkanal - canale per bambini, comune ad ARD e ZDF
- arte - canale tematico a contenuti culturali, in lingua tedesca e francese
- 3sat - canale tematico a contenuti culturali di ARD, ZDF, ORF e SRG SSR.
- Deutsche Welle - canale all-news internazionale in più lingue

## Emittenti regionali

Le nove emittenti regionali dell'ARD

### Bayerischer Rundfunk (BR)
La Bayerischer Rundfunk serve l'intera Baviera e ha sede a Monaco di Baviera.

#### Stazioni radio
- Bayern 1 - radio per tutti
- Bayern 2 - radio culturale
- Bayern 3 - musica leggera e pop
- BR-Klassik - musica classica
- B5 aktuell - giornali radio ogni 15 minuti

Vengono inoltre trasmesse solo in streaming o DAB:
- Bayern plus - musica e servizi orientati ad un pubblico più maturao
- Puls - radio per i giovani
- Bayern 2+ - corrisponde in gran parte al canale Bayern 2
- B5 plus - B5 aktuell con copertura aggiuntiva di avvenimenti ed eventi pubblici
- BR Verkehr - informazioni sul traffico stradale

### Hessischer Rundfunk (HR)
La Hessischer Rundfunk serve l'Assia.

### Mitteldeutscher Rundfunk (MDR)
La Mitteldeutscher Rundfunk serve Sassonia, Sassonia-Anhalt e Turingia.

### Norddeutscher Rundfunk (NDR)
La Norddeutscher Rundfunk serve il nord della Germania (Amburgo, Bassa Sassonia, Meclemburgo-Pomerania Anteriore e Schleswig-Holstein). Si occupa della partecipazione tedesca all'Eurovision Song Contest e produce il Tagesschau, il telegiornale di Das Erste.

### Radio Bremen
Radio Bremen serve la zona di Brema che include le città di Brema e di Bremerhaven.

### Rundfunk Berlin-Brandenburg (RBB)
La Rundfunk Berlin-Brandenburg serve le zone di Berlino e Brandeburgo.

### Saarländischer Rundfunk (SR)
La Saarländischer Rundfunk serve la Saarland.

### Südwestrundfunk (SWR)
La Südwestrundfunk serve il Baden-Württemberg e la Renania-Palatinato.

### Westdeutscher Rundfunk Köln (WDR)
La Westdeutscher Rundfunk Köln serve la Renania Settentrionale-Vestfalia.